# Petr Fleischer
Petr Fleischer, češki tubist in basist, * 10. marec 1943, London, Združeno Kraljestvo.

## Kariera
Po končani gimnaziji je opravil tri semestre študija na Fakulteti za gradbeništvo Češke tehnične univerze. Zatem je študiral na praškem konzervatoriju, kjer je diplomiral leta 1969. Ob študiju je deloval kot tubist, tekstopisec in skladatelj, zaradi njegove tehnične opremljenosti in znanja igranja na več inštrumentov pa je bil član več orkestrov. Kot član več jazzovskih zasedb se je udeležil nekaj pomembnejših festivalov (ČJF, IJFP, Jazz Jamboree, Jazz Praha...) in koncertnih turnej. Kot snemalni član je sodeloval pri več glasbenih skupinah (Banjo Band, Česko-polský Big Band, Karel Růžička +9, OČST, Pražský Big Band Milana Svobody, Slide Hampton & Václav Zahradník Big Band, TJS...).
Leta 1977 je kot član Banjo Banda nastopil v poletnem televizijskem programu Když je v Praze abnormální hic.